# Нижнє Озірне
Нижнє Озірне — озеро льодовикового походження в урочищі Озірний (Озірне) у Рахівському районі Закарпатської області на Чорногірському масиві в межах Карпатського біосферного заповідника.
Розташоване на нижній межі амфітеатру давнього фірнового поля на висоті 1507 м над рівнем моря. Від берегів заростає осоками, за площі 0,13 га відкрите плесо займає 0,09 га. Витягнутим озерним ложе протяжністю 115 м, яке заросле сплавиною, ця водойма пов'язана із Верхнім Озірним (Верхнім Озером). Південну частину цього ж ложе займає озерце Середнє Озірне, а північну — болотне озерце Циклоп.